# Црква брвнара у Ракелићима
Црква брвнара Вазнесења Господњег налази се у месту Ракелићи насељу удаљеном 20 километара од Приједора, у Републици Српској, БиХ.
Саграђена је 1856. године, а саградио је мајстор Мирко Чанак из Приједора, о чему свједочи натпис на западној фасади. Црква има два улаза, главни, на западној страни и један на јужној. Иконостас је из времена подизања цркве са иконома које су рад мастора из Костајнице.
Храм је дугачак четрнаест, а широк осам и по меатра. Правоугаоне је основе и има петострану апсиду. Звоник цркве је саграђен 1894. године. Четири ступца дјеле унутрашњу просторију храма на три брода. Ступци су орнаментисани преплетеним луковима. У западном дјелу цркве налази се хор. Ступци царских двери иконостаса су украшени орнаментом јајастог штапа и меандра, док довратнике покривају резбарени мотиви лукова. Такође, црква је била пополочана креамичким полочама. Те радове је извео 1898. године свештеник Миле Остојић.
У цркви се налази неколико црквених реликвија које потичу из Јерусалима, а међу којима је и Јерусалимска икона. Поред цркве брвнаре, подигнута је 1986. године нова црква посвећена Светој Тројици.
Овде се одржава Велики народни збор у Ракелићима.